# HEC Paris au Qatar
 (janvier 2024).

HEC Paris in Qatar

HEC Paris au Qatar, dit parfois HEC Qatar, est un campus délocalisé de HEC Paris situé à Doha, la capitale du Qatar.

## Débuts
HEC Qatar est issu d’un accord entre HEC Paris, une grande école de commerce française, et la Qatar Foundation, une organisation à but non lucratif créée en 1995 par l’émir du Qatar Cheikh Hamad bin Khalifa Al Thani et sa femme, la Cheikha Moza bint Nasser.

## Formations
HEC Qatar dispense quatre types de programmes.

### Le programme « Executive MBA international»
Le programme « Executive MBA » international (ou « EMBA ») proposé à HEC Qatar est un cursus intensif d’une durée de 13 à 16 mois destiné aux cadres dirigeants ayant déjà acquis une expérience professionnelle importante dans leur domaine.
Les candidats choisissent tous une « majeure » (matière de spécialisation) lorsqu’ils intègrent le programme pour leur permettre de développer des compétences plus pointues et ciblées. Ils sont par ailleurs invités à monter un projet professionnel pratique (par exemple un projet de reprise d’entreprise) seuls ou en équipe.
Les étudiants de HEC Qatar ont la possibilité d’effectuer certaines parties du programme sur le campus de HEC Paris.
Les cours EMBA à HEC Qatar sont dispensés par des enseignants internationaux en anglais exclusivement.

### Mastère spécialisé
HEC Qatar propose par ailleurs un programme de Mastère spécialisé en gestion stratégique d’entreprise d’une durée de dix-huit mois à mi-temps. Les candidats à ce diplôme complètent quatorze modules de cours et écrivent une thèse sur un sujet en lien avec leur expérience professionnelle passée ou actuelle, ou bien leurs aspirations futures.

### Programmes ouverts
HEC Qatar propose des programmes de formation intensive de courte durée destinés aux cadres actifs souhaitant acquérir des connaissances rapidement dans un domaine en particulier. Tous les cours sont dispensés en anglais.
Ces programmes durent entre 2 jours et un mois, et sont focalisés sur des thèmes tels que « la gestion d’entreprise en temps de crise » et « les stratégies de négociation ».

### Programmes sur mesure
HEC Qatar propose aux entreprises de formuler des programmes sur mesure visant à améliorer les compétences de leurs cadres selon les besoins spécifiques de chaque société.

## Campus
Les locaux de HEC Qatar se trouvent dans la tour dite « Tornado Tower » au cœur du centre financier « Baie Ouest » de la ville de Doha.

## Corps étudiant
Le corps étudiant de HEC Qatar est composé en grande majorité de cadres et dirigeants ayant plusieurs années d’expérience professionnelle. Avant d’intégrer l’école, la plupart des participants occupent des postes à responsabilité au sein de grandes entreprises au Moyen-Orient.

## Polémique
Comme ce fut le cas pour d’autres universités occidentales installées au Qatar, la création du centre de formation HEC Qatar a suscité des critiques[source secondaire nécessaire].
Cependant, HEC au Qatar fait partie de la Fondation Qatar (Qatar Foundation), qui compte huit Universités des États-Unis et du Royaume-Uni (Virginial Commonwealth, Weill Cornell Medicine, Texas A&M, Carnegie Mellon, Georgetown U., Northwestern U., et University College London), parmi les institutions éducatives délivrant des diplômes au Qatar.